# Moto Morini Seiemmezzo
La Moto Morini Seiemmezzo (scritto anche Moto Morini 6 ½) è una motocicletta prodotta dalla casa motociclistica italiana Moto Morini dal 2022.

## Il contesto
Presentata nel settembre del 2021 al Chongqing Motor Expo e successivamente esposta a novembre in occasione del Salone del Motociclo di Milano, la Seiemezzo è il secondo modello inedito della Moto Morini sviluppato sotto la proprietà della Zhongneng Vehicle Group. La moto è entrata in produzione nell'agosto 2022, mentre le vendite sono iniziate a settembre.
La Seiemmezzo è una naked che si ispira ai modelli del passato come la Moto Morini 3½. Viene prodotta in due versioni: la STR (Street), stile naked e la SCR (Scrambler) più classica nel design.
Differiscono per lieve dettagli estetici e per la gamma di colorazioni. A differenza della STR, la SCR ha una sella specifica, parafanghi più grandi e un manubrio più alto e largo. La STR ha ruote in lega, la SCR a raggi.
La lunghezza è di 2150 mm, larghezza di 890 mm e altezza di 1155 mm con interasse di 1425 mm. La sella si trova a 810 mm da terra.
Il motore 283MT è un bicilindrico parallelo d'origine CFMoto, d'ispirazione Kawasaki 650. La cilindrata è di 649 cm³ effettivi con distribuzione bialbero a 4 valvole per cilindro. La potenza è di 60 CV a 8250 giri/min mentre la coppia è di 54 Nm di coppia a 7.000 giri/min. È omologato Euro 5.
Il telaio è lo stesso della X-Cape, ed è una struttura un traliccio di tubi tondi in acciaio con sospensioni Kayaba, forcella a steli rovesciati da 43 mm, regolabile nell'idraulica e nel precarico, molla ed escursione alla ruota di 120 mm. La sospensione posteriore è costituita da un forcellone in alluminio con ammortizzatore Kayaba regolabile nell'idraulica e nel precarico molla, con escursione alla ruota di 120 mm. L'impianto frenante monta un doppio disco Brembo da 298 mm all'anteriore e un disco singolo Brembo da 255 mm al posteriore, con ABS della Bosch. Lo pneumatico anteriore misura 120/70 18M/C, mentre il posteriore 160/60-17M/C. La moto pesa 200 kg e ha un serbatoio da 16 litri.